# KkStB 4 sorozat
A kkStB 4 sorozat egy osztrák szerkocsisgőzmozdony-sorozat volt a cs. kir. osztrák Államvasutaknál (k.k. österreichischen Staatsbahnen, kkStB), amely mozdonyok eredetileg különböző magán vasúttársaságoktól államosítása során kerültek a kkStB-hez, illetve a kkStB szerezte be őket.
Így a 4,01-180  pályaszámúak kkStB saját beszerzés, a  4.181-193 a kkStB 3,01-13 átépítése, a  4.194-195 a Lemberg-Czernowitz-Jassy Eisenbahn-tól (LCJE) a  4.196-199 pedig a Böhmische Westbahntól (BWB). A négy BWB gép a neve  eredetileg GERSTNER, REDTENBACHER, SCHNIRCH és VIGNOLES volt. Végül a  4.201-214 1904-ben a korábbi kkStB 104,01-14 átszámozása, amelyek közül 13 a Kaiser Franz-Josephs-Bahn beszerzésből került a kkStB-hez. A 4.214-ot pedig a Niederlindewiese–Barzdorf szakaszról származott. A magánvasutak mozdonyai gyártásául a kkStB sorozat szolgált mintául. A teljesség kedvéért meg kell jegyezni, hogy a 4.100-199  pályaszámtartományú mozdonyokat 1904–ben átszámozták 5,00-99-re.
A 4 sorozat volt a kkStB-nél az első saját beszerzésű gyorsvonati mozdony, melynek alapja a meglévő modellek, ám erősebbre készítve. A magánvasutaktól érkezett és az átépített gépekkel a sorozat mozdonyainak száma 213. A mozdonyokat a Bécsújhelyi Mozdonygyár, a Floridsdorfi Mozdonygyár, a Krauss linzi gyára, és a StEG mozdonygyára készítette.
Az első világháború után  a 4 sorozatból a Lengyel Államvasutakhoz (PKP) az Od13 sorozatba, a Csehszlovák Államvasutakhoz (ČSD) a 254.2 sorozatba, az Olasz Államvasutakhoz (FS) az 543 sorozatba, az Osztrák Szövetségi Vasutakhoz (Bundesbahnen Österreichs, BBÖ) sorozat és pályaszámait megtartva, valamint a Jugoszláv Államvasutakhoz (JDŽ) és a  Román Államvasutakhoz (CFR) kerültek mozdonyok, ám utóbbiaknál selejtezték őket anélkül, hogy beszámozták volna.
Még a Német Birodalmi Vasút (Deutsche Reichsban, DRB) is átvett a sorozatból egy mozdonyt 36.70 pályaszámra.
A táblázatban látható értékek a mozdonyok jellemző értékei, ám a vegyes állomány miatt az egyes gépek adatai ettől eltérhetnek.

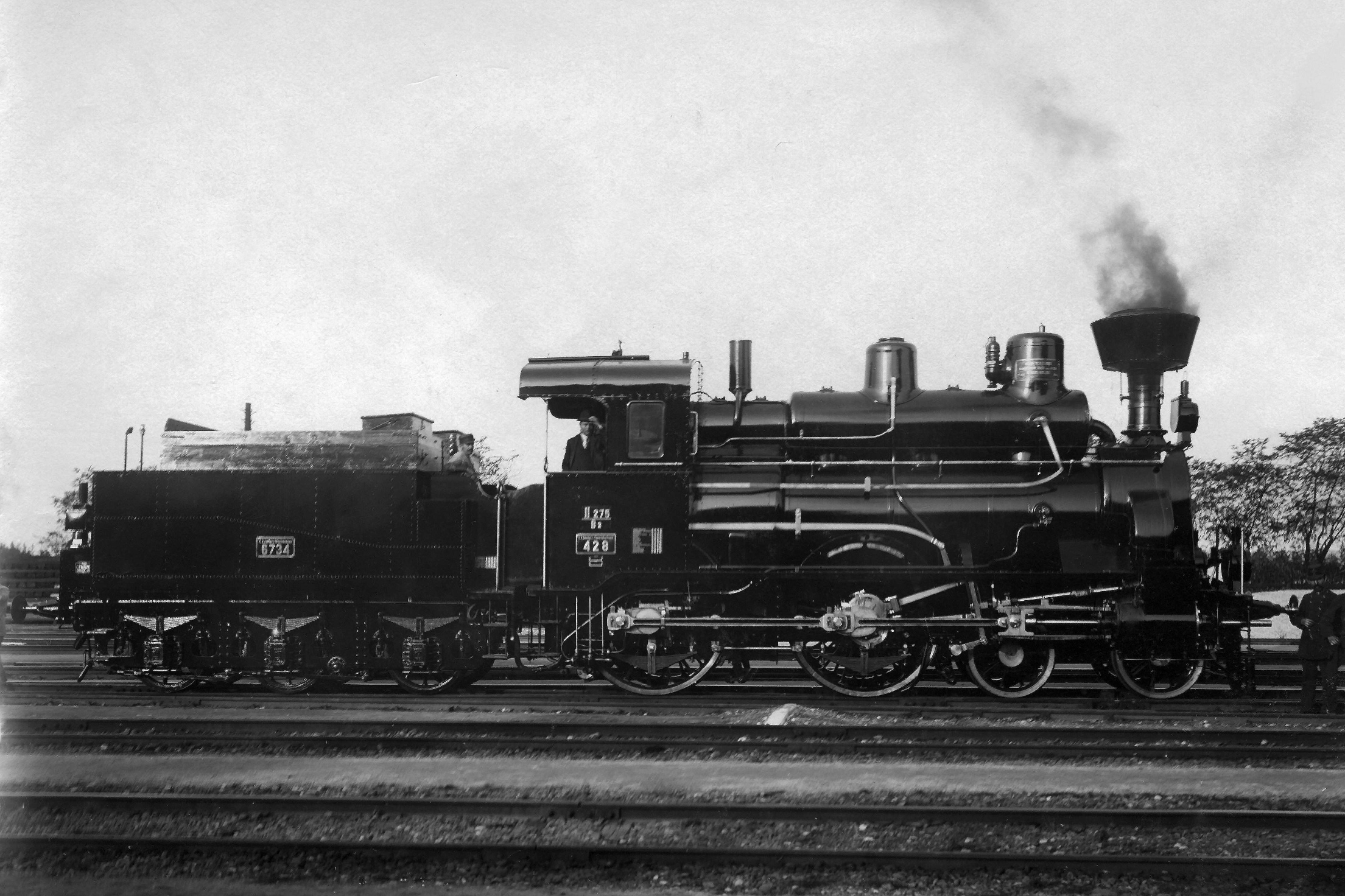
A Kkstb 428 gőzmozdony brotankazánnal

## Fordítás
- Ez a szócikk részben vagy egészben  a   kkStB 4 című német Wikipédia-szócikk fordításán alapul.  Az eredeti cikk szerkesztőit annak laptörténete sorolja fel. Ez a jelzés csupán a megfogalmazás eredetét és a szerzői jogokat jelzi, nem szolgál a cikkben szereplő információk forrásmegjelöléseként.